# Ürmös Lóránt
Ürmös Lóránt (Pápa, 1951. június 6.) újságíró. Ürmös Péter festőművész unokája, Ürmös Péter grafikus testvére.

## Élete
Dr. Ürmös László jogász és Huszár Ilona gyermekeként született. Felesége Pósfay Krisztina. Tagja a MÚOSZ-nak, több lap külső munkatársa: Éva Magazin, Sportfogadás, Mafilm Híradó, Propaganda Reklám. Főként helytörténeti témájú cikkeket ír, ezeket a pápai és a szentendrei helyi lapok (Szentendre és Vidéke), valamint a Magyar Nemzet közlik. 
Szerzője Az európai takarékpénztárak története c. Stuttgartban kiadott könyv (1998) Magyarországra vonatkozó részének. A Szentendrével és annak lakóival kapcsolatos cikkeki új adatokat eredményeztek a helytörténeti kutatás számára. Egyik alapító tagja a Szentendrén 1987-ben megalakult Móricz Zsigmond Társaságnak.

## Munkái
- Üdvözlet Pápáról! Képeslapok Pápa városából 1897−1944. Budapest−Pápa, 2003 (ISBN 963-210-406-4)
- Elfelejtett zeneszerzőnk: Szabadi Frank Ignác élete, 1824-1897. Pápa, Jókai Mór Városi Könyvtár, 2006.